# Polygala salasiana
Polygala salasiana är en jungfrulinsväxtart som beskrevs av C. Gay. Polygala salasiana ingår i släktet jungfrulinssläktet, och familjen jungfrulinsväxter. Inga underarter finns listade i Catalogue of Life.